# Leżajski
Leżajski là một huyện thuộc tỉnh Podkarpackie của Ba Lan. Huyện có diện tích 583 km². Đến ngày 1 tháng 1 năm 2011, dân số của huyện là 68985 người và mật độ 118 người/km².